# Harshadtal
Harshadtal eller Nivental i en given talbas, är ett heltal som är delbart med sin siffersumma då skrivet i den basen. Harshadtal definierades av D. R. Kaprekar, en matematiker från Indien. Ordet harshad kommer från sanskrit och betyder ungefär "glädjegivare". Alla heltal mellan noll och n är Harshadtal i basen n.
Matematiskt uttryckt, låt X vara ett positivt heltal med m siffror skrivet i bas n, och låt siffrorna vara ai (i = 0, 1, ..., m − 1). Av detta följer att ai måste vara antingen noll eller ett positivt heltal upp till n − 1. X kan uttryckas som
{\displaystyle X=\sum _{i=0}^{m-1}a_{i}n^{i}.}
Om det finns ett heltal A sådant att det följande gäller så är X är en Harshadtal i bas n:
{\displaystyle X=A\sum _{i=0}^{m-1}a_{i}.}
De första Harshadtalen i basen 10 är:
1, 2, 3, 4, 5, 6, 7, 8, 9, 10, 12, 18, 20, 21, 24, 27, 30, 36, 40, 42, 45, 48, 50, 54, 60, 63, 70, 72, 80, 81, 84, 90, 100, 102, 108, 110, 111, 112, 114, 117, 120, 126, 132, 133, 135, 140, 144, 150, 152, 153, 156, 162, 171, 180, 190, 192, 195, 198, 200, 201, 204, … (talföljd A005349 i OEIS)